# Масло дерева ши

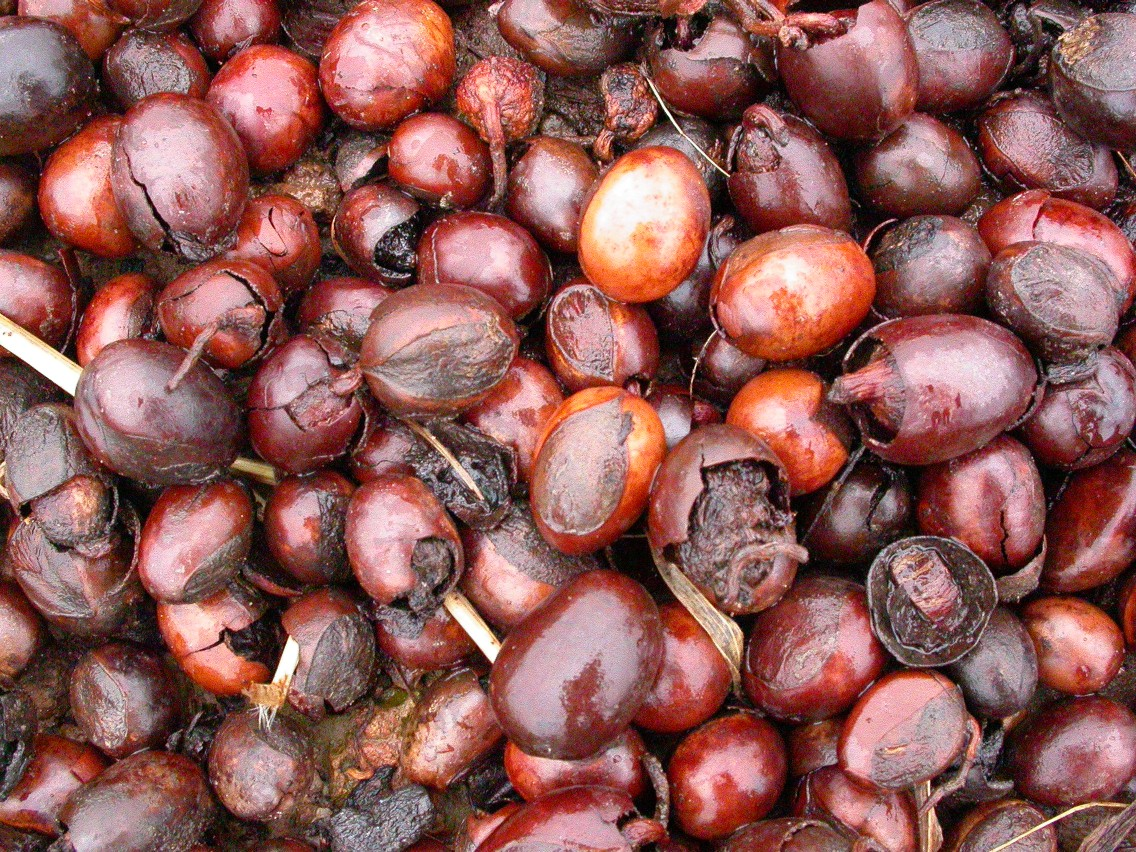
Семена дерева ши — сырьё для производства масла

Масло ши (или масло карите) — растительное масло, добываемое из семян дерева ши. Масло ши твёрдое, имеет приятный нежный ореховый запах. Цвет может быть белым или кремовым. Консистенция масла ши при комнатной температуре подобна консистенции топлёного масла. Масло употребляют в пищу, используют в пищевой промышленности, а также для изготовления мазей и косметических средств.
Первым европейским путешественником, который познакомился с производством масла ши, был шотландец Мунго Парк. В своих сочинениях он особо отметил пищевые свойства масла, его способность сохраняться свежим без соли в течение года, а также вкус, не уступающий лучшему коровьему маслу.

## Состав
Масло ши в основном состоит из триглицеридов. Жирные кислоты представлены: олеиновой (от 40 до 55 %), стеариновой (от 35 до 45 %), пальмитиновой (от 3 до 7 %), линолевой (от 3 до 8 %) и линоленовой (1 %). В масле ши содержится гораздо больше неомыляемых веществ (до 17 %), чем в какао-масле; в среднем в масле карите содержится 8 % неомыляемых веществ. Они представляют собой обезжиренную фракцию, состоящую из фенолов, токоферолов, тритерпенов (альфа-амирина, лупеол, бутироспермол, паркеол), стероидов (кампестерол, стигмастерин, бета-ситостерин, альфа-спинастерол, дельта-7-авенастерол) и углеводородов (2—3 %). Масло также содержит терпеновые спирты.

## Производство

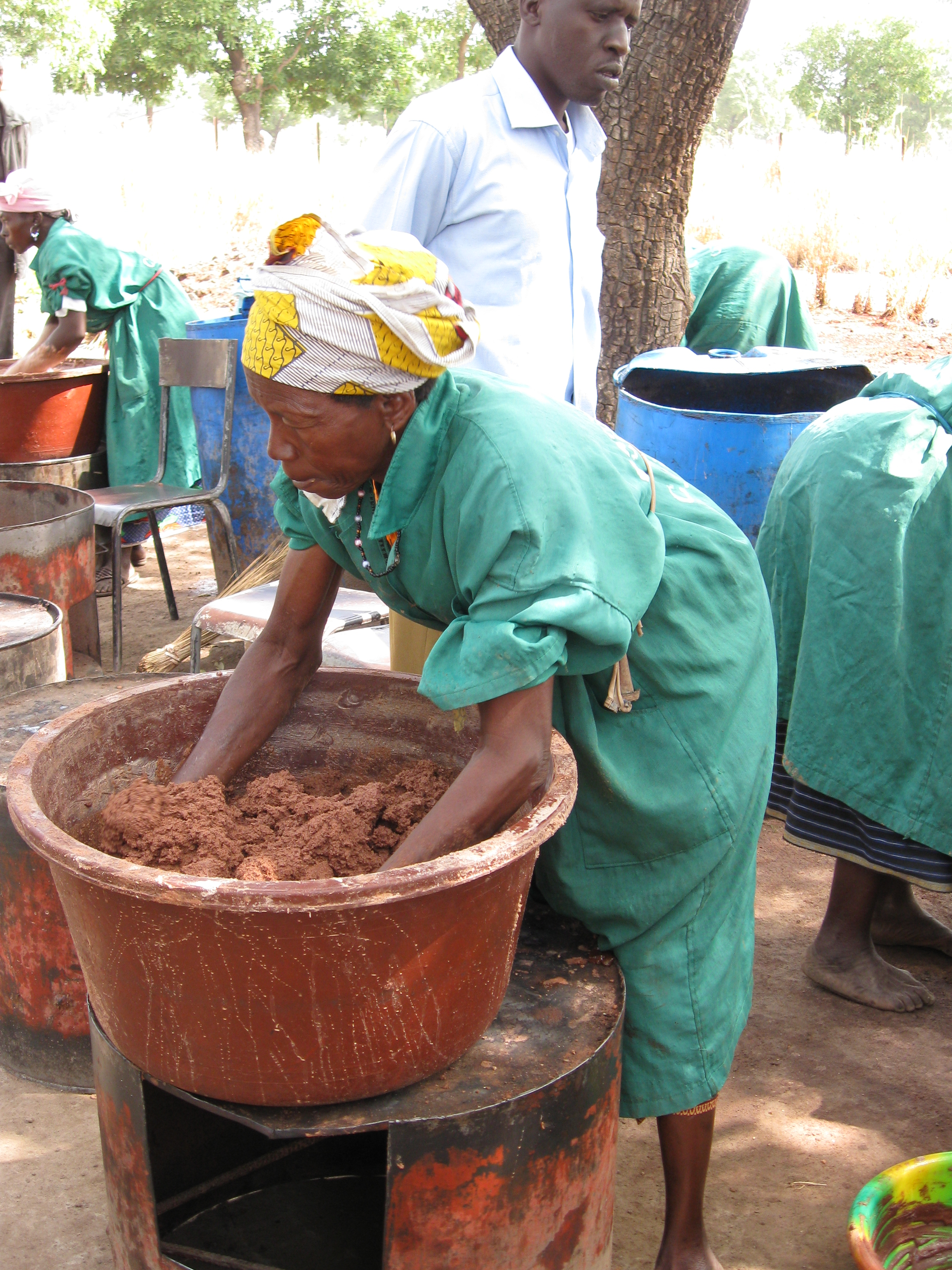
Женщины месят пасту из семян

Производство масла происходит в несколько этапов. Сначала собирают созревшие плоды. Эта работа выпадает на сезон дождей, когда собирается урожай и других культур. На всех сельскохозяйственных работах заняты женщины. Они собирают упавшие с дерева плоды на значительной площади в радиусе до 3 км от дома. Плоды в корзинах несут на головах домой. Там зарывают чаны с плодами в землю и держат по меньшей мере 12 дней, чтобы мякоть сгнила и легче было извлечь семена. Семена затем варят, чтобы они не проросли. На следующем этапе семена непрерывно жарят в течение четырёх дней, после чего их можно хранить девять месяцев. Для изготовления 1 кг масла требуется 10 кг дров.
При выработке масла кожуру семян дробят и удаляют; сердцевину жарят в течение 24 часов, а затем дробят с помощью камня. После этого толкут в ступе в результате получается коричневая паста. В пасту добавляют воду. Три или четыре женщины интенсивно месят получившуюся массу, сменяя друг друга каждые несколько минут. Образовавшуюся в результате смесь вручную несколько раз полощут в воде, каждый раз получая все более светлую пену и сливая более тяжёлые остатки. Процесс требует большого количества воды. Пену много часов подряд кипятят, затем снимают верхний слой отвара и охлаждают его. Это и есть масло.

## Применение

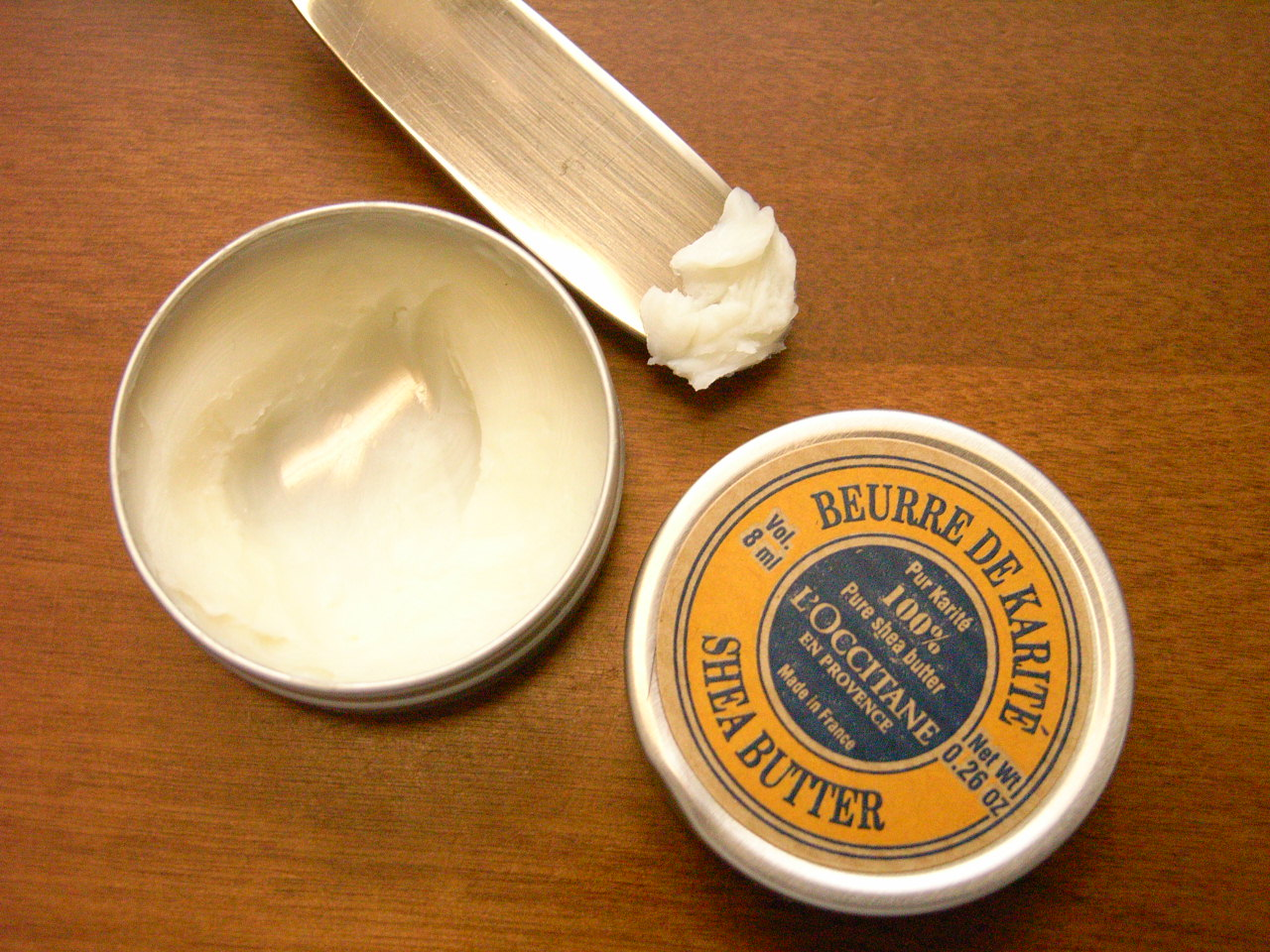
Масло ши, используемое как косметика

Большая часть масла, произведённого африканскими домохозяйствами, потребляется ими в пищу, а излишки продаются на местных рынках. В Европе масло, полученное механической переработкой, используется для приготовления пищи, в качестве сырья для производства маргарина, в качестве заменителя какао-масла и для производства косметики.
Африканцы широко используют масло ши в косметических целях. Оно обладает мягким приятным запахом и хорошо сочетается с эфирными маслами, что позволяет придать желаемый аромат маслу. Продавцы в Интернете рекламируют масло карите как увлажняющее и смягчающее средство, которое предлагают использовать для омоложения кожи и лечения сухих повреждённых волос. Несмотря на наличие немногочисленных исследований противовоспалительного эффекта компонентов этого масла, доказательства других его заявленных свойств на настоящий момент отсутствуют; глубоких его исследований с медицинской точки зрения не проводилось.
Африканское население использует масло карите в мазях для лечения кожных заболеваний. Считается, что оно помогает заживлению мелких ран и трещин на коже. Также масло используют для ухода за барабанными перепонками и кожи вокруг глаз.
В хозяйственных целях масло ши используют как герметик для глинобитных стен. Чаще всего жир наносят на наружные стены, окна и двери для гидроизоляции в сезон дождей.

## Торговля
Женщины продают семена и масло дерева ши рядом с домами и на местных рынках. Торговля маслом в странах, где оно производится, является главным видом женского предпринимательства. Торговля ведётся круглогодично, при этом цены на него в течение года значительно меняются. Семена и масло стоят дешевле всего в сезон дождей, когда деревья карите плодоносят и на местном рынке масла наблюдается перепроизводство. В сухой сезон, когда масла на рынке относительно мало, его цена вырастает вдвое.
Женщины часто продают масло оптовым торговкам, которые затем везут его в города. Оптовая торговля маслом позволяет женщинам выручить больше денег. Торговки на северо-востоке Ганы чуть ли не каждый день закупают в соседних Буркина-Фасо и Нигере партии масла в 100 кг за 20 долларов США и перепродают их со значительной наценкой крупным предпринимателям (среди которых есть и мужчины), которые поставляют масло на экспорт.
Всё чаще экспортируют семена деревьев, а не готовое масло. Связано это с тем, что европейские фирмы предпочитают использовать механизированные технологии извлечения масла из семян, считая их более дешёвым и надёжным способом, позволяющим получить продукцию требуемого качества. Кроме того, африканские страны и не могут поставить на рынок достаточное количество масла, так как африканские женщины не желают участвовать в трудоёмком, но малооплачиваемом экспортном производстве и на мировой рынок в определённом смысле случайно поступают излишки масла, не потреблённые в Африке самими производительницами, либо африканскими покупательницами.
Крупным производителем и экспортёром масла ши является Буркина-Фасо. В 1937 году страна экспортировала во Францию 2927 тонн масла. После завоевания независимости Буркина-Фасо начала быстро наращивать экспорт масла, и к 1960-м годам оно стало третьим по значимости экспортным товаром в этой стране. Правда, из-за резких колебаний цен на мировом рынке, усилившейся конкуренции на мировом рынке и низкой урожайности деревьев карите, а также из-за недостаточной продуктивности кустарного производства масла экспорт несколько упал.
Основными покупателями семян и масла являются продовольственные компании из Франции, Великобритании, Скандинавских стран и США. При этом 90 % спроса предъявляют производители шоколада, использующие масло ши как заменитель масла какао. Всё больший спрос предъявляют косметические фирмы, производящие на основе масла так называемую натуральную косметику.